# San Pablo (Paraguai)
San Pablo é uma cidade do Paraguai, Departamento San Pedro. Possui uma população de 4.351 habitantes.

## Transporte
O município de San Pablo é servido pelas seguintes rodovias:
- Caminho em rípio ligando a cidade ao município de Choré[1][2][3]